# Antoni Rachwał
Antoni Rachwał (ur. 2 czerwca 1918 w Bochni, zm. 28 czerwca 1992) – polski sędzia.

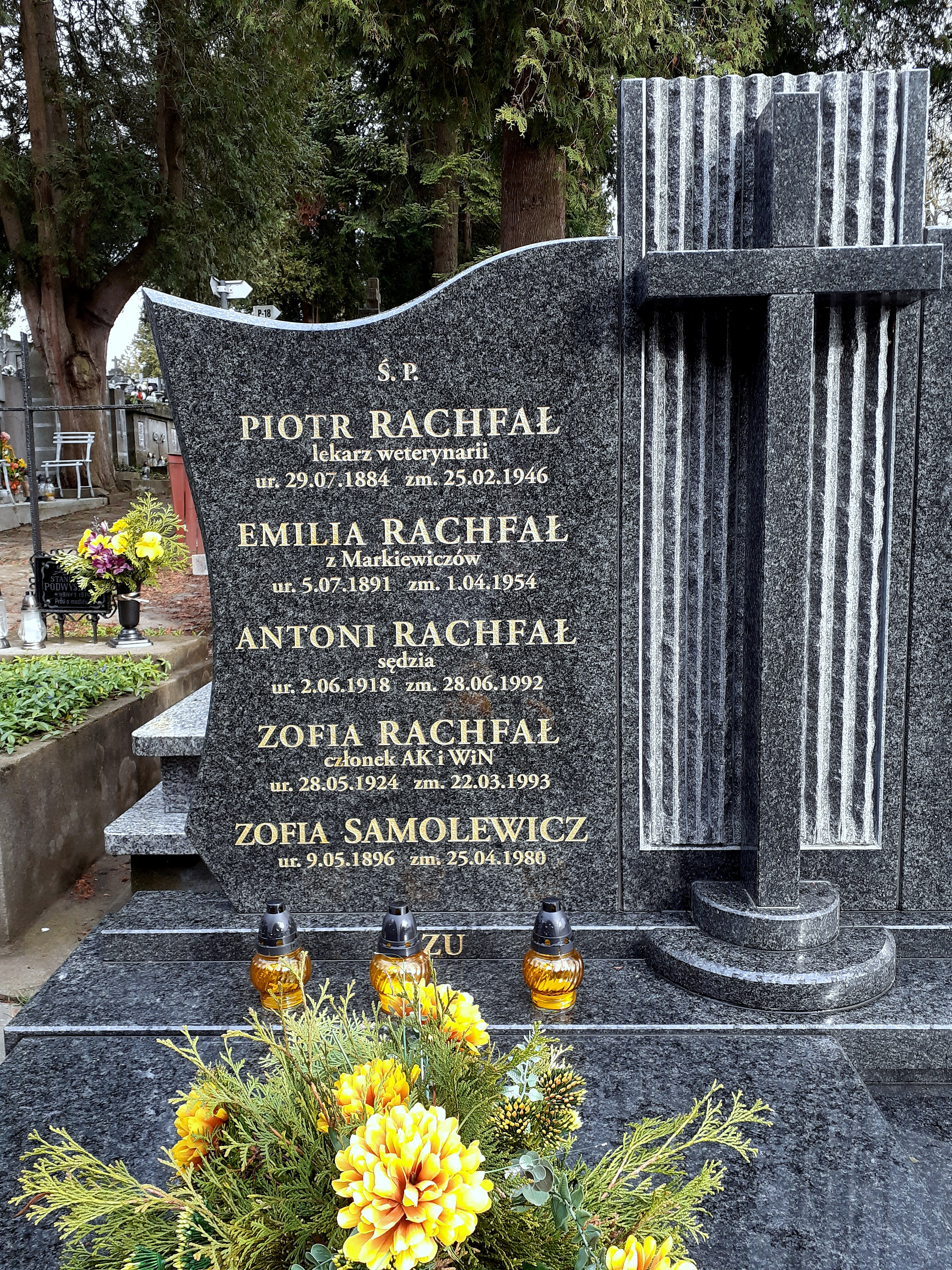
Tablica na grobowcu rodzinnym

## Życiorys
Urodził się 2 czerwca 1918 w Bochni. Był synem Piotra (1884-1946, lekarz weterynarii) i Emilii z domu Markiewicz (1891-1954, nauczycielka). W wieku kilku lat przeprowadził się wraz z rodzicami do Przemyśla (jego ojciec objął w mieście posadę miejskiego lekarza weterynarii). Od 1929 mieszkał z rodziną w domu przy ul. Bema. Po maturze za namową ojca podjął studia weterynaryjne, ale po roku porzucił je i w 1937 podjął studia prawa na Wydziale Prawa Uniwersytetu Jana Kazimierza we Lwowie. Zaliczył dwa lata, a kontynuację przerwał wybuch II wojny światowej. Po wojnie w 1946 ukończył studia na Uniwersytecie Jagiellońskim. W 1947 uzyskał aplikację sędziowską w Przemyślu. Od tego czasu pracował w sądownictwie. Wielokrotnie był delegowany w różne miejsca służbowe na obszarze województwa rzeszowskiego, np. do Krosna, Leska, Brzozowa, Kolbuszowej, Niska, Jarosławia. Był sędzią Sądu Wojewódzkiego w Rzeszowie. Od czasu powołania Sądu Wojewódzkiego w Przemyślu w 1975 pracował tam w charakterze sędziego penitencjarnego odpowiedzialnego za wykonanie kar.
Był członkiem Okręgowej Komisji Badania Zbrodni Hitlerowskich w Rzeszowie. Bazując na tej działalności pisał rozprawy dotyczące zbrodni niemieckich na Podkarpaciu, w tym na ziemi przemyskiej i sanockiej oraz przygotowywał analogiczną publikację o ziemi lubaczowskiej. Pracował też nad opracowaniem życiorysów prawników przemyskich do słownika biograficznego wybitnych przemyślan. Był prezesem koła Zrzeszenia Prawników Polskich.
W 1978 został przewodniczącym Społecznego Komitetu Opieki nad Cmentarzami Przemyskimi, powołanego przy Towarzystwie Przyjaciół Przemyśla i Regionu, działającego pierwotnie aż do jego śmierci. Działał w Towarzystwie Przyjaciół Nauk w Przemyślu, gdzie był członkiem Komisji Statutowej (1957), Sądu Koleżeńskiego (1957-1976) i przewodniczącym tegoż (1976-1979), wiceprezesem zarządu ds. naukowych (1979-1986), członkiem zarządu (1986-1992).
Zmarł 28 czerwca 1992 i został pochowany na cmentarzu komunalnym Zasanie w Przemyślu. Był żonaty z Zofią (1924-1993), członkinią AK i WiN. Miał syna.

## Publikacje
- Eksterminacja ludności w Przemyślu i powiecie przemyskim w latach 1939–1944 (w: Studia nad okupacją hitlerowską południowo-wschodniej części Polski. Tom I, red. Stanisław Zabierowski, wyd. Towarzystwo Naukowe w Rzeszowie / Okręgowa Komisji Badania Zbrodni Hitlerowskich w Rzeszowie, Rzeszów 1977)[13][1]
- Eksterminacja ludności na Sanocczyźnie w latach 1939–1944 (w: „Rocznik Sanocki”, Tom. IV, wyd. Wydawnictwo Literackie, Kraków 1979, współautor: Czesław Cyran)[14][1]
- Hitlerowskie obozy niemieckie w województwie rzeszowskim[1]
- Hitlerowskie obozy jenieckie w obecnym województwie przemyskim w latach 1941-1944[15]

## Odznaczenia
- Krzyż Kawalerski Orderu Odrodzenia Polski (przed 1982)[1]
- Wpis do „Księgi zasłużonych dla województwa przemyskiego” (1982)[16]